# 한국아마추어천문학회
한국아마추어천문학회는 사단법인 한국아마추어천문학회의 목적은 아마추어 천문학을 바탕으로 국민 과학 교육 진흥에 이바지함을 목적으로 1997년 2월 23일 창립하고 1997년 12월  4일 법인설립 하였다. 대한민국 미래창조과학부 소관의 사단법인으로 현재 과천과학관 소관으로 이관되었다. 학회 본부 사무실은 서울특별시 용산구 청파로 109, 7층 (한강로3가, 나진전자월드)에서 경기도 용인시 기흥구 힉스유타워 오피스텔동 919호로 이전하였다. 민간자격증인 천문지도사를 주관하며 매년 관측회 등을 개최하여 대한민국 아마추어 천문학의 저변을 넓히고 있다.